# بريان كاراواي
بريان كاراواي (بالإنجليزية: Bryan Caraway) هو فنان قتال مختلط أمريكي، ولد في 4 أغسطس 1984 في ياكيما في الولايات المتحدة.

## وصلات خارجية
- بريان كاراواي على موقع يو إف سي (الإنجليزية)
- بريان كاراواي على موقع شيردوغ (الإنجليزية)
- بريان كاراواي على موقع Tapology.com (الإنجليزية)
- بريان كاراواي على موقع IMDb (الإنجليزية)